# Gutta cavat lapidem
Gutta cavat lapidem лат. (изговор: гута кават лапидем). Капља камен дуби.(Овидије)

## Поријекло изреке
Изрекао у I вијеку нове ере  римски пјесник Овидије.

## Тумачење
Устаљено је мишљење да значајну промјену прави само брза и снажна матица, а у ствари, тек  спора и тиха вода мијења комплетно ријечно корито.
Има и значење да је тих и миран човјек моћнији од гласног и брзог.

## Изрека у српском језику
Тиха вода бријег рони (ваља, носи).